# Chemical Hearts
Chemical Hearts é um filme americano Romance (cinema) que está para ser lançado,  escrito e dirigido por Richard Tanne, baseado no livro Our Chemical Hearts de Krystal Sutherland. A produção também conta com Austin Abrams como Ator e Lili Reinhart como atriz e produtor executivo.
O filme foi lançado em 21 de agosto no Prime Video.

## Elenco
- Austin Abrams como Henry Page
- Lili Reinhart como Grace Town
- Kara Young como La
- C.J. Hoff como Muz
- Sarah Jones como Sadie
- Adhir Kalyan como Kem Sharma
- Bruce Altman como Toby
- Catherine Curtin como Sarah
- J.J. Pyle como Grace's Mom
- Shannon Walsh como Miranda
- Coral Peña como Cora
- Meg Gibson como Clara
- Robert Clohessy como Martin
- Anzi DeBenedetto como Elks
- Jon Lemmon como Dominic Sawyer

## Produção
Em Junho de 2016, Awesomeness Films adquiriu os direitos de Chemical Hearts. Em junho de 2019, foi anunciado que Lili Reinhart e Austin Abrams tinham se juntado ao elenco do filme, com Richard Tanne dirigindo o roteiro que o mesmo escreveu. Amazon Studios vai distribuir o filme.

### Filmagem
As filmagens começaram em junho de 2019
O filme foi gravado na escola de ensino fundamental e médio em Emerson New Jersey

## Lançamento
O filme foi lançado em 21 de agosto de 2020 no Prime Video.